# Dihelus burmensis
Dihelus burmensis là một loài tò vò trong họ Ichneumonidae.